# Hubert von Grashey

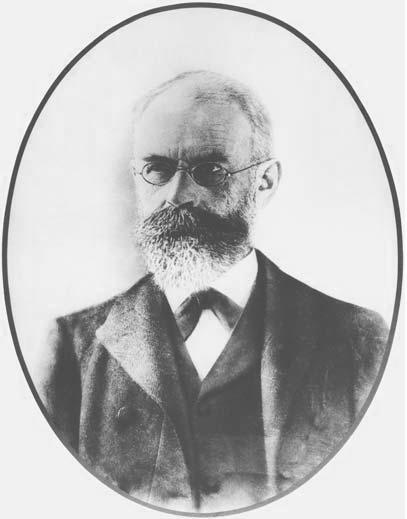
Hubert von Grashey

Hubert von Grashey (ur. 31 października 1839 w Gronenbach, zm. 24 sierpnia 1914 w Monachium) – niemiecki lekarz psychiatra.
Syn sędziego. Uczęszczał do gimnazjum w Augsburgu, następnie studiował medycynę na Uniwersytecie w Würzburgu od 1859 do 1865 roku. Jego nauczycielem psychiatrii był Franz von Rinecker. W latach 1864–67 był asystentem Rineckera na oddziale dla chorych umysłowo Julius-Spital. Potem przeniósł się do Werneck, gdzie był asystentem u Guddena i Hubricha. Zwiedził też kliniki w Berlinie i Wiedniu. Od 1873 dyrektor zakładu psychiatrycznego w Deggendorfie (Kreis-Irrenanstalt Deggendorf), w 1884 został profesorem psychiatrii i kierownikiem kliniki psychiatrycznej Uniwersytetu w Würzburgu. W 1886 powołany na katedrę Uniwersytetu w Monachium. W 1887 roku został nadwornym lekarzem króla Bawarii Ottona.
Żonaty z Anną Gudden, najstarszą córką Bernharda von Guddena. Jego synem był lekarz Rudolf Grashey (1876-1950).
Zmarł w 1914 roku, wspomnienie pośmiertne napisał Snell.

## Wybrane prace
- Die Cholera-Epidemie im Juliusspitale zu Würzburg : August - October 1866. Würzburg: Stahel, 1867.
- Die Wellenbewegung elastischer Röhren und der Arterienpuls des Menschen sphygmographisch untersucht. Leipzig 1881.
- Ueber die sphygmographischen Pulscurven Geisteskranker. Archiv für Psychiatrie und Nervenkrankheiten 13, 293-310 (1882).
- Ueber Aphasie und ihre Beziehungen zur Wahrnehmung. S-B. med Phys. Ges. Würzburg, 129-132 (1884) Archiv für Psychiatrie und Nervenkrankheiten 16, 654-688 (1885)
- Ueber Paralysis agitans. Archiv für Psychiatrie und Nervenkrankheiten 16, 857-858 (1885)
- Bernhard von Gudden. Nekrolog. Archiv für Psychiatrie und Nervenkrankheiten 17, I-XXXX (1886); 18, 898-910 (1887).
- Nachtrag zum Nekrolog auf Dr. Bernhard von Gudden, Königl. Bayer. Obermedicinalrath, o. ö. Professor der Universitat München und Director der Oberbayerischen Kreis-Irrenanstalt. (Bericht über die Stunde unmittelbar vor der Katastrophe am 13.6.1886). Archiv für Psychiatrie und Nervenkrankheiten 18, 898-910 (1887).
- Ueber Dienstberichte für Irrenanstalten. Allgemeine Zeitschrift für Psychiatrie 44, 518-521 (1888) / Neurologisches Centralblatt 6, 431 (1881).
- Herausgabe von "Bernhard von Guddens gesammelte und hinterlassene Abhandlungen". Bergmann, Wiesbaden 1889.
- Ueber geminderte Zurechnungsfähigkeit. Allgemeine Zeitschrift für Psychiatrie 45 534-547 (1889).
- Ueber die Schrift Geisteskranker. Vortr. Jahressitz. dtsch. Irrenärzte, Jena 1889. Neurologisches Centralblatt 8, 395-396 (1889).
- Beurtheilung des Selbstmordes vom psychiatrischen Standpunkt aus. Münchner Medizinische Wochenschrift 36, 540-542 (1889) / Irrenfreund, 31, 59-64 (1889).
- Ueber Hallucinationen. Münchner Medizinische Wochenschrift 40, 153-155, 174-176 (1893) / S-B. Aerztl. Ver. München f. 1893, 3, 15-31 (1894).
- Zur Theorie der Zwangsvorstellungen. Allgemeine Zeitschrift für Psychiatrie 50, 1063-1074 (1894).
- Die Wärterfrage. Allgemeine Zeitschrift für Psychiatrie 53, 799-809 (1897).